# Castillo de Östanå
El Castillo de Östanå (en sueco: Östanå slott) es un castillo en Suecia. Se localiza en el municipio de Österåker en el condado de Estocolmo, y se sitúa a unos 50 km al nordeste de la ciudad de Estocolmo. El castillo domina el principal canal de navegación hacia Estocolmo a través del archipiélago de Estocolmo, y el puerto de ferries de Östanå, del que salen ferries a la isla de Ljusterö, se sitúa justo al oeste del castillo.
Entre los siglos XIV y XVII, varias familias de la nobleza sueca poseyeron el castillo. El edificio de madera original fue destruido en 1719, durante el pillaje ruso, y el actual edificio principal fue construido en 1791 y 1794. A finales del siglo XIX el castillo fue la residencia de Erik Gustaf Boström, el entonces primer ministro de Suecia. La familia Boström vendió el castillo en 2006, y para 2016 se encontraba en un pobre estado de conservación y a la venta por 35 millones de coronas.